# Jim Stuurman
Jim Stuurman (Amsterdam 4 November 1996) is een Nederlandse director of photography en acteur, die vooral bekend is van zijn rol als Guus Kruithof in de Z@PP-serie VRijland en zijn werk aan vele videoclips en commercials.

## Filmografie
- 2010 - 2012: VRijland - Guus Kruithof
- 2009: Jongens zijn we - Zichzelf